# Copa do Nordeste 2024
Die Copa do Nordeste 2024 war die 21. Austragung der Copa do Nordeste, eines regionalen Fußballpokalwettbewerbs in Brasilien, der vom nationalen Fußballverband CBF in Zusammenarbeit mit den Verbänden der teilnehmenden Bundesstaaten organisiert wurde. Es startete am 6. Januar 2024 mit der Qualifikationsrunde und endete mit dem Finalrückspiel am 9. Juni 2024. Der Turniersieger sichert sich einen Startplatz in der dritten Runde des Copa do Brasil 2025.

## Modus
Das Turnier begann mit einer Qualifikationsrunde. Diese spielten der ersten Runde im K.-o.-System acht Klubs aus, welche in die zweite Runde einziehen sollten. Die Paarungen wurden mittels des CBF-Ranking eingeteilt. Der beste platzierte Klub spielte gegen den schlechtesten und so fort. In der zweiten Runde der Qualifikation wurde dasselbe System angewendet. Bei einem Unentschieden wurden die Treffen im Elfmeterschießen entschieden.
In der Gruppenphase trafen die 16 Teilnehmer in zwei Gruppen zu je acht Klubs aufeinander. In der Gruppe traten die Mannschaften einmal gegen jeden Klub aus der anderen Gruppe an. Die vier besten Klubs einer Gruppe zogen in die zweite Runde ein. Diese wird im Pokalmodus ab einem Viertelfinale ausgespielt. Die Partien werden nicht ausgelost, sondern sind gesetzt. Viertel- und Halbfinale werden in nur einem Spiel entschieden, das Finale mit Hin- und Rückspiel. Im Viertelfinale trafen erstmals die Klubs aus der jeweiligen Gruppe aufeinander. Der jeweilige Gruppenerste auf den Vierten und der Gruppenzweite auf den Dritten.

## Teilnehmer
Das Teilnehmerfeld bestand aus 28 Klubs. Diese kamen aus den Bundesstaaten Alagoas, Bahia, Ceará, Maranhão, Paraíba, Pernambuco, Piauí, Rio Grande do Norte und Sergipe.
Qualifiziert hatten sich die jeweiligen Staatsmeister aus 2023 sowie je nach Anzahl der Startplätze des Verbandes die Nachfolgenden.
Die Teilnehmer sind:
| Bundesstaat         | Klub                    | CBF Rang | Einstieg             |
| ------------------- | ----------------------- | -------- | -------------------- |
| Alagoas             | Clube de Regatas Brasil | 27.      | Gruppenphase         |
| Alagoas             | CS Alagoano             | 28.      | Qualifizierungsrunde |
| Alagoas             | AS Arapiraquense        | 87.      | Qualifizierungsrunde |
| Bahia               | EC Bahia                | 15.      | Gruppenphase         |
| Bahia               | EC Vitória              | 29.      | Gruppenphase         |
| Bahia               | SD Juazeirense          | 57.      | Qualifizierungsrunde |
| Bahia               | EC Jacuipense           | 67.      | Qualifizierungsrunde |
| Ceará               | Fortaleza EC            | 7.       | Gruppenphase         |
| Ceará               | Ceará SC                | 14.      | Gruppenphase         |
| Ceará               | Ferroviário AC (CE)     | 54.      | Qualifizierungsrunde |
| Ceará               | AD Iguatu               | -        | Qualifizierungsrunde |
| Maranhão            | Sampaio Corrêa FC       | 32.      | Qualifizierungsrunde |
| Maranhão            | Moto Club de São Luís   | 66.      | Qualifizierungsrunde |
| Maranhão            | Maranhão AC             | 205.     | Gruppenphase         |
| Paraíba             | Botafogo FC (PB)        | 56.      | Qualifizierungsrunde |
| Paraíba             | FC Treze                | 79.      | Gruppenphase         |
| Paraíba             | Sousa EC                | 107.     | Qualifizierungsrunde |
| Pernambuco          | Sport Recife            | 26.      | Gruppenphase         |
| Pernambuco          | Náutico Capibaribe      | 37.      | Gruppenphase         |
| Pernambuco          | Santa Cruz FC           | 59.      | Qualifizierungsrunde |
| Pernambuco          | Retrô FC Brasil         | 98.      | Qualifizierungsrunde |
| Piauí               | AA Altos                | 58.      | Qualifizierungsrunde |
| Piauí               | Ríver AC                | 140.     | Gruppenphase         |
| Rio Grande do Norte | ABC Natal               | 44.      | Qualifizierungsrunde |
| Rio Grande do Norte | América FC (RN)         | 62.      | Gruppenphase         |
| Rio Grande do Norte | ACD Potiguar            | 187.     | Qualifizierungsrunde |
| Sergipe             | AD Confiança            | 47.      | Qualifizierungsrunde |
| Sergipe             | AO Itabaiana            | 106.     | Gruppenphase         |

## Qualifizierungsrunde

### 1. Runde
| Datum |                     | Ergebnis                |                       | Austragungsort |
| ----- | ------------------- | ----------------------- | --------------------- | -------------- |
| 6.1.  | AD Confiança        | 1:1 (0:0) (2:4 i. E.)   | Retrô FC Brasil       | Batistão       |
| 6.1.  | Ferroviário AC (CE) | 1:1 (0:0) (0:3 i. E.)   | AS Arapiraquense      | PV             |
| 6.1.  | ABC Natal           | 1:0 (0:0)               | Sousa EC              | Frasqueirão    |
| 6.1.  | CS Alagoano         | 1:1 (0:0) (3:4 i. E.)   | AD Iguatu             | Gerson Amaral  |
| 7.1.  | SD Juazeirense      | 1:1 (1:0) (4:1 i. E.)   | Moto Club de São Luís | Adautão        |
| 7.1.  | Sampaio Corrêa FC   | 2:2 (1:0) (4:5 i. E.)   | ACD Potiguar          | Castelão (MA)  |
| 7.1.  | AA Altos            | 2:2 (0:2) (11:10 i. E.) | Santa Cruz FC         | Lindolfinho    |
| 7.1.  | Botafogo FC (PB)    | 0:0 (3:1 i. E.)         | EC Jacuipense         | Almeidão       |

### 2. Runde
| Datum |                  | Ergebnis              |                  | Austragungsort |
| ----- | ---------------- | --------------------- | ---------------- | -------------- |
| 13.1. | SD Juazeirense   | 4:0 (2:0)             | Retrô FC Brasil  | Adautão        |
| 13.1. | ABC Natal        | 1:1 (0:1) (4:2 i. E.) | AD Iguatu        | Frasqueirão    |
| 14.1. | Botafogo FC (PB) | 1:1 (0:0) (4:2 i. E.) | ACD Potiguar     | Almeidão       |
| 14.1. | AA Altos         | 2:1 (0:0)             | AS Arapiraquense | Lindolfinho    |

## Gruppenphase
Für die Zuordnung der direkt qualifizierten Teilnehmer zu den Gruppen wurden vier Lostöpfe gebildet. Die Teilnehmer wurden in der Reihenfolge ihres Rankings beim CBF zugeordnet. Die Auslosung der Gruppenzuordnung fand am 18. Januar 2024 statt.
| Topf A            | Topf B                       | Topf C                | Topf D             |
| ----------------- | ---------------------------- | --------------------- | ------------------ |
| Fortaleza EC (11) | Clube de Regatas Brasil (27) | Botafogo FC (PB) (56) | FC Treze (79)      |
| Ceará SC (14)     | EC Vitória (29)              | SD Juazeirense (57)   | AO Itabaiana (106) |
| EC Bahia (15)     | Náutico Capibaribe (37)      | AA Altos (58)         | Ríver AC (140)     |
| Sport Recife (26) | ABC Natal (44)               | América FC (RN) (62)  | Maranhão AC (-)    |

### Gruppe A
| Pl. | Verein                  | Sp. | S | U | N | Tore    | Diff. | Punkte |
| --- | ----------------------- | --- | - | - | - | ------- | ----- | ------ |
| 1.  | Sport Recife            | 8   | 5 | 2 | 1 | 016:800 | +8    | 17     |
| 2.  | Clube de Regatas Brasil | 8   | 4 | 3 | 1 | 012:600 | +6    | 15     |
| 3.  | Botafogo FC (PB)        | 8   | 4 | 3 | 1 | 009:300 | +6    | 15     |
| 4.  | Ceará SC                | 8   | 4 | 3 | 1 | 009:600 | +3    | 15     |
| 5.  | EC Vitória              | 8   | 4 | 2 | 2 | 012:700 | +5    | 14     |
| 6.  | Maranhão AC             | 8   | 4 | 2 | 2 | 014:130 | +1    | 14     |
| 7.  | América FC (RN)         | 8   | 3 | 2 | 3 | 009:110 | −2    | 11     |
| 8.  | Ríver AC                | 8   | 3 | 1 | 4 | 005:900 | −4    | 10     |

### Gruppe B
| Pl. | Verein             | Sp. | S | U | N | Tore    | Diff. | Punkte |
| --- | ------------------ | --- | - | - | - | ------- | ----- | ------ |
| 1.  | EC Bahia           | 8   | 6 | 0 | 2 | 011:800 | +3    | 18     |
| 2.  | Fortaleza EC       | 8   | 2 | 2 | 4 | 009:100 | −1    | 08     |
| 3.  | AA Altos           | 8   | 1 | 5 | 2 | 006:800 | −2    | 08     |
| 4.  | Náutico Capibaribe | 8   | 1 | 4 | 3 | 007:800 | −1    | 07     |
| 5.  | ABC Natal          | 8   | 1 | 4 | 3 | 008:120 | −4    | 07     |
| 6.  | SD Juazeirense     | 8   | 2 | 0 | 6 | 009:130 | −4    | 06     |
| 7.  | FC Treze           | 8   | 1 | 3 | 4 | 005:110 | −6    | 06     |
| 8.  | AO Itabaiana       | 8   | 1 | 0 | 7 | 008:160 | −8    | 03     |

### Gruppenspiele
| 3. Februar         |           |                         |               |
| Náutico Capibaribe | 0:1 (0:1) | Botafogo FC (PB)        | Aflitos       |
| Fortaleza EC       | 2:1 (0:0) | América FC (RN)         | Castelão (CE) |
| AO Itabaiana       | 0:2 (0:0) | Clube de Regatas Brasil | Batistão      |
| FC Treze           | 1:0 (0:0) | Ríver AC                | O Amigão      |
| 4. Februar         |           |                         |               |
| AA Altos           | 0:0       | EC Vitória              | Lindolfinho   |
| EC Bahia           | 2:1 (1:0) | Sport Recife            | Fonte Nova    |
| SD Juazeirense     | 0:1 (0:0) | Ceará SC                | Adautão       |
| ABC Natal          | 2:2 (1:0) | Maranhão AC             | Frasqueirão   |

| 9. Februar              |           |                    |                  |
| Sport Recife            | 3:1 (0:0) | FC Treze           | Arena Pernambuco |
| 10. Februar             |           |                    |                  |
| Ríver AC                | 1:0 (0:0) | EC Bahia           | Albertão         |
| EC Vitória              | 3:1 (2:0) | ABC Natal          | Barradão         |
| Botafogo FC (PB)        | 1:0 (1:0) | SD Juazeirense     | Almeidão         |
| Maranhão AC             | 1:3 (0:3) | Náutico Capibaribe | Castelão (MA)    |
| 11. Februar             |           |                    |                  |
| Clube de Regatas Brasil | 1:0 (1:0) | Fortaleza EC       | Trapichão        |
| Ceará SC                | 1:1 (0:0) | AA Altos           | Castelão (CE)    |
| América FC (RN)         | 1:2 (0:2) | AO Itabaiana       | Arena das Dunas  |

| 3. Spieltag        | 3. Spieltag | 3. Spieltag             | 3. Spieltag   | 3. Spieltag | 3. Spieltag |
| ------------------ | ----------- | ----------------------- | ------------- | ----------- | ----------- |
| 14. Februar        |             |                         |               |             |             |
| AO Itabaiana       | 1:2 (1:0)   | Sport Recife            | Batistão      |             |             |
| AA Altos           | 1:1 (1:0)   | Maranhão AC             | Lindolfinho   |             |             |
| Fortaleza EC       | 3:1 (2:0)   | Ríver AC                | Castelão (CE) |             |             |
| Náutico Capibaribe | 0:0         | Ceará SC                | Aflitos       |             |             |
| SD Juazeirense     | 2:0 (2:0)   | EC Vitória              | Adautão       |             |             |
| 15. Februar        |             |                         |               |             |             |
| FC Treze           | 1:1 (0:0)   | Clube de Regatas Brasil | O Amigão      |             |             |
| ABC Natal          | 0:0         | Botafogo FC (PB)        | Frasqueirão   |             |             |
| EC Bahia           | 3:0 (2:0)   | América FC (RN)         | Fonte Nova    |             |             |

| 21. bis 28. Februar     |           |                    |                  |
| Sport Recife            | 1:1 (0:1) | Fortaleza EC       | Arena Pernambuco |
| EC Vitória              | 1:1 (0:0) | Náutico Capibaribe | Barradão         |
| Maranhão AC             | 2:1 (0:0) | SD Juazeirense     | Castelão (CE)    |
| Botafogo FC (PB)        | 1:2 (1:0) | AA Altos           | Almeidão         |
| América FC (RN)         | 2:2 (0:1) | FC Treze           | Arena das Dunas  |
| Ríver AC                | 1:0 (0:0) | AO Itabaiana       | Albertão         |
| Ceará SC                | 2:2 (1:0) | ABC Natal          | Castelão (MA)    |
| Clube de Regatas Brasil | 0:1 (0:1) | EC Bahia           | Trapichão        |

| 5. bis 7. März     |           |                         |               |
| Ceará SC           | 1:2 (1:1) | EC Bahia                | Castelão (CE) |
| AA Altos           | 1:2 (1:2) | Sport Recife            | Lindolfinho   |
| ABC Natal          | 2:2 (1:1) | Clube de Regatas Brasil | Frasqueirão   |
| EC Vitória         | 3:1 (0:1) | AO Itabaiana            | Barradão      |
| Botafogo FC (PB)   | 1:1 (1:1) | Fortaleza EC            | Almeidão      |
| SD Juazeirense     | 1:2 (1:2) | América FC (RN)         | Adautão       |
| Náutico Capibaribe | 0:1 (0:0) | Ríver AC                | Aflitos       |
| Maranhão AC        | 1:0 (0:0) | FC Treze                | Castelão (MA) |

| 20. bis 21. März        |           |                    |                  |
| Fortaleza EC            | 0:1 (0:0) | Ceará SC           | Castelão (CE)    |
| Sport Recife            | 2:2 (1:1) | Náutico Capibaribe | Arena Pernambuco |
| Clube de Regatas Brasil | 3:1 (2:0) | SD Juazeirense     | Trapichão        |
| EC Bahia                | 2:1 (2:1) | EC Vitória         | Fonte Nova       |
| FC Treze                | 0:0       | Botafogo FC (PB)   | O Amigão         |
| América FC (RN)         | 1:0 (0:0) | ABC Natal          | Arena das Dunas  |
| Ríver AC                | 0:0       | AA Altos           | Albertão         |
| AO Itabaiana            | 3:4 (0:2) | Maranhão AC        | Barretão         |

| 23. bis 24. März   |           |                         |               |
| FC Treze           | 0:1 (0:0) | Ceará SC                | O Amigão      |
| ABC Natal          | 0:2 (0:0) | Sport Recife            | Frasqueirão   |
| Náutico Capibaribe | 1:1 (0:1) | Clube de Regatas Brasil | Aflitos       |
| Fortaleza EC       | 0:1 (0:0) | EC Vitória              | Castelão (CE) |
| AO Itabaiana       | 0:1 (0:0) | Botafogo FC (PB)        | Barretão      |
| AA Altos           | 1:1 (1:0) | América FC (RN)         | Lindolfinho   |
| SD Juazeirense     | 4:1 (2:0) | Ríver AC                | Adautão       |
| EC Bahia           | 1:0 (0:0) | Maranhão AC             | Fonte Nova    |

| 27. März                |           |                    |                  |
| Ceará SC                | 2:1 (1:1) | AO Itabaiana       | Castelão (CE)    |
| Sport Recife            | 3:0 (1:0) | SD Juazeirense     | Arena Pernambuco |
| Clube de Regatas Brasil | 2:0 (1:0) | AA Altos           | Trapichão        |
| EC Vitória              | 3:0 (1:0) | FC Treze           | Barradão         |
| Botafogo FC (PB)        | 4:0 (0:0) | EC Bahia           | Almeidão         |
| América FC (RN)         | 1:0 (0:0) | Náutico Capibaribe | Arena das Dunas  |
| Ríver AC                | 0:1 (0:0) | ABC Natal          | Albertão         |
| Maranhão AC             | 3:2 (0:2) | Fortaleza EC       | Nhozinho Santos  |

## Finalrunde

### Turnierplan
| Viertelfinale | Viertelfinale | Viertelfinale |           |           | Halbfinale | Halbfinale | Halbfinale |  |  | Finale | Finale | Finale |
|               |               |               |           |           |            |            |            |  |  |        |        |        |
| 26            | Sport         | 2             |           |           |            |            |            |  |  |        |        |        |
| 14            | Ceará         | 1             |           |           |            |            |            |  |  |        |        |        |
| 14            | Ceará         | 1             | 26        | Sport     | 1          |            |            |  |  |        |        |        |
|               |               |               | 26        | Sport     | 1          |            |            |  |  |        |        |        |
|               | 11            | Fortaleza     | 4         |           |            |            |            |  |  |        |        |        |
| 11            | 11            | Fortaleza     | 4         | Fortaleza | 5          |            |            |  |  |        |        |        |
| 11            |               |               |           | Fortaleza | 5          |            |            |  |  |        |        |        |
| 58            | Altos         | 0             |           |           |            |            |            |  |  |        |        |        |
| 58            | Altos         | 0             | 11        | Fortaleza | 2 / 0 (5)  |            |            |  |  |        |        |        |
|               |               |               |           | Fortaleza | 2 / 0 (5)  |            |            |  |  |        |        |        |
|               | 56            | CRB           | 0 / 2 (4) |           |            |            |            |  |  |        |        |        |
| 15            | 56            | CRB           | 0 / 2 (4) | Bahia     | 3          |            |            |  |  |        |        |        |
| 15            |               |               |           | Bahia     | 3          |            |            |  |  |        |        |        |
| 37            | Náutico       | 0             |           |           |            |            |            |  |  |        |        |        |
| 37            | Náutico       | 0             | 15        | Bahia     | 0 (7)      |            |            |  |  |        |        |        |
|               |               |               | 15        | Bahia     | 0 (7)      |            |            |  |  |        |        |        |
|               | 56            | CRB           | 0 (8)     |           |            |            |            |  |  |        |        |        |
| 27            | 56            | CRB           | 0 (8)     | CRB       | 0 (4)      |            |            |  |  |        |        |        |
| 27            |               |               |           | CRB       | 0 (4)      |            |            |  |  |        |        |        |
| 56            | Botafogo      | 0 (3)         |           |           |            |            |            |  |  |        |        |        |

### Viertelfinale
Aufgrund einer Terminüberschneidung wurde die Partie zwischen dem Fortaleza EC und AA Altos vom 10. April auf den 20. April verlegt. Fortaleza musste in derselben Woche in der Gruppenphase der Copa Sudamericana 2024 antreten.
| Datum     |                         | Ergebnis        |                    | Stadion          |
| --------- | ----------------------- | --------------- | ------------------ | ---------------- |
| 9. April  | Clube de Regatas Brasil | 0:0 (4:3 i. E.) | Botafogo FC (PB)   | Trapichão        |
| 10. April | Sport Recife            | 2:1 (1:0)       | Ceará SC           | Arena Pernambuco |
| 10. April | EC Bahia                | 3:0 (0:0)       | Náutico Capibaribe | Fonte Nova       |
| 20. April | Fortaleza EC            | 5:0 (4:0)       | AA Altos           | Castelão (CE)    |

### Halbfinale
| Datum   |              | Ergebnis        |                         | Stadion          |
| ------- | ------------ | --------------- | ----------------------- | ---------------- |
| 26. Mai | Sport Recife | 1:4 (0:4)       | Fortaleza EC            | Arena Pernambuco |
| 26. Mai | EC Bahia     | 0:0 (7:8 i. E.) | Clube de Regatas Brasil | Fonte Nova       |

### Finale

#### Hinspiel
| Fortaleza EC                                                         | Fortaleza EC | Clube de Regatas Brasil | Clube de Regatas Brasil |
| -------------------------------------------------------------------- | --- | --- | ----------------------- |
| Fortaleza EC                                                         | \| 5. Juni 2024 in Fortaleza (Castelão) \| \| Ergebnis: 2:0 (2:0) \| \| Zuschauer: 47.123[3] \| \| Schiedsrichter: Paulo Belence Alves dos Prazeres Filho ( Pernambuco) \| \| Spielbericht \| | \| 5. Juni 2024 in Fortaleza (Castelão) \| \| Ergebnis: 2:0 (2:0) \| \| Zuschauer: 47.123[3] \| \| Schiedsrichter: Paulo Belence Alves dos Prazeres Filho ( Pernambuco) \| \| Spielbericht \| | Clube de Regatas Brasil |
| Fortaleza EC                                                         | João Ricardo Riedi – Tinga 45+3', Cristian, Bruno Pacheco, Tomás Pochettino 41' 80. – Juan Martín Lucero 88., Matheus Rossetto 71., Zé Welison, Emanuel Brítez – Moisés 71., Yago Pikachu 88. Reserve Santos, Benjamín Kuscevic, Dudu, Tomás Cardona, Pedro Augusto 80., Alexsandro Amorim, Pedro Rocha 88., Hércules 71., Kauan, Imanol Machuca 88., Kervin Andrade 71. Cheftrainer: Juan Pablo Vojvoda | Matheus Albino – Matheus Ribeiro, Fábio Alemão, Saimon Tormen, Gêge – Anselmo Ramon, Facundo Labandeira 75., Hereda, João Pedro – Léo Pereira 90+1., Falcão Reserve Vitor Caetano, Lucas Kallyel 90+1., Mike Nenatarvicius 75., Gustavo Henrique, Darlisson, João Neto, Erik Felipe, Baranhas, Alejandro Viniegra Cheftrainer: Daniel Paulista | Clube de Regatas Brasil |
| Fortaleza EC                                                         | 1:0 Moises (41.) 2:0 Lucero (45.+3') | | Clube de Regatas Brasil |
| Fortaleza EC                                                         | Lucero (4.) | Falcão (3.), Ramon (82.) | Clube de Regatas Brasil |
| 5. Juni 2024 in Fortaleza (Castelão)                                 | | |                         |
| Ergebnis: 2:0 (2:0)                                                  | | |                         |
| Zuschauer: 47.123                                                    | | |                         |
| Schiedsrichter: Paulo Belence Alves dos Prazeres Filho ( Pernambuco) | | |                         |
| Spielbericht                                                         | | |                         |

#### Rückspiel
| Clube de Regatas Brasil                                     | Clube de Regatas Brasil | Fortaleza EC | Fortaleza EC |
| ----------------------------------------------------------- | --- | --- | ------------ |
| Clube de Regatas Brasil                                     | \| 9. Juni 2024 in Maceió (Trapichão) \| \| Ergebnis: 2:0 (0:0), 4:5 i. E. \| \| Schiedsrichter: Emerson Ricardo de Almeida Andrade ( Bahia) \| \| Spielbericht \| | \| 9. Juni 2024 in Maceió (Trapichão) \| \| Ergebnis: 2:0 (0:0), 4:5 i. E. \| \| Schiedsrichter: Emerson Ricardo de Almeida Andrade ( Bahia) \| \| Spielbericht \| | Fortaleza EC |
| Clube de Regatas Brasil                                     | Matheus Albino – Matheus Ribeiro, Fábio Alemão, Saimon Tormen, Gêge – Anselmo Ramon, Facundo Labandeira 57., Hereda, João Pedro – Léo Pereira, Falcão 57. Reserve Vitor Caetano, Lucas Kallyel, Mike Nenatarvicius 57. 73., Rômulo, Fábio Henrique, Gustavo Henrique 73., Darlisson, João Neto 57., Erik Felipe, Baranhas Cheftrainer: Daniel Paulista | João Ricardo Riedi – Bruno Pacheco 88., Tomás Pochettino 73., Juan Martín Lucero, Benjamín Kuscevic – Emanuel Brítez, Moisés 5., Yago Pikachu, Tomás Cardona – Pedro Augusto 88., Hércules Reserve Santos, Tinga 88., Cristian, Matheus Rossetto 88., Zé Welison 73., Dudu, Pedro Rocha 73., Iarley, Kauan, Imanol Machuca 5. 73., Kervin Andrade, Lucas Sasha Cheftrainer: Juan Pablo Vojvoda | Fortaleza EC |
| Clube de Regatas Brasil                                     | 1:0 João Neto (66.) 2:0 João Neto (87.) | | Fortaleza EC |
| Clube de Regatas Brasil                                     | Elfmeterschießen | | Fortaleza EC |
| Clube de Regatas Brasil                                     | Anselmo Ramon 1:1 Gêge 2:2 João Neto 3:3 Hereda 4:4 Ribeiro | 0:1 Lucero 1:2 Pedro Rocha 2:3 Zé Welison 3:4 Hércules 4:5 Yago Pikachu | Fortaleza EC |
| Clube de Regatas Brasil                                     | João Pedro (19.), Alemão (24.), Ribeiro (24.), Daniel Paulista (34.), Gêge (62.), Falcão (88.) | Pedro Augusto (17.), Pochettino (44.), Vojvoda (45.+3'), Riedi (61.), Cristian (80.), Rossetto (87.), Kuscevic (nach Spielende) | Fortaleza EC |
| Clube de Regatas Brasil                                     | Rossetto (90.+7') | | Fortaleza EC |
| Clube de Regatas Brasil                                     | Gaston Ricardo Liendo (Assistenztrainer) (4.) | | Fortaleza EC |
| 9. Juni 2024 in Maceió (Trapichão)                          | | |              |
| Ergebnis: 2:0 (0:0), 4:5 i. E.                              | | |              |
| Schiedsrichter: Emerson Ricardo de Almeida Andrade ( Bahia) | | |              |
| Spielbericht                                                | | |              |